# Arthroleptis tanneri
Arthroleptis tanneri es una especie de anfibios de la familia Arthroleptidae.
Es endémica de Tanzania.
Sus hábitats naturales son montanos secos tropicales o subtropicales, ríos y marismas intermitentes de agua fresca.
Está amenazada de extinción por la pérdida de su hábitat natural.